# Freistadt

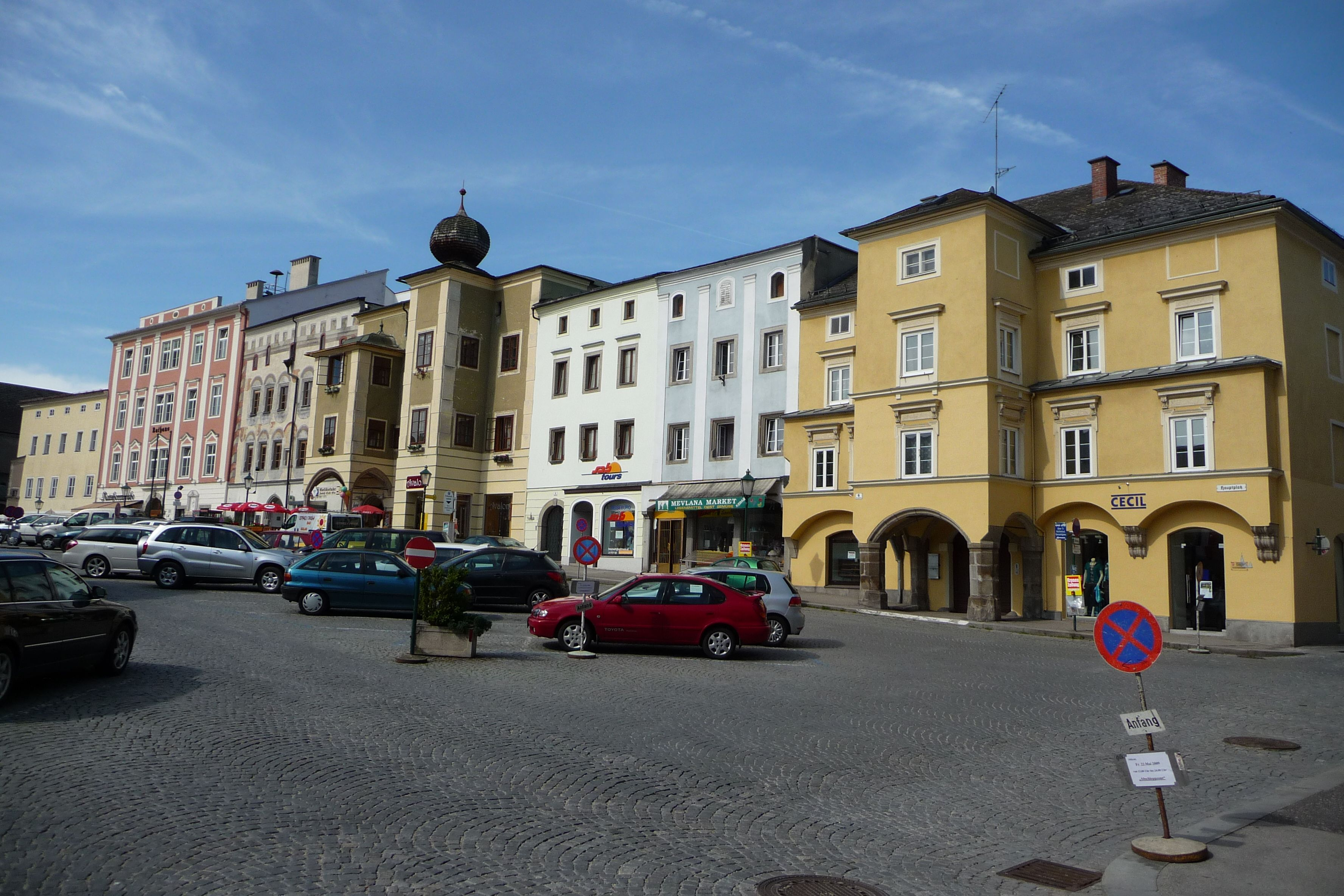

Freistadt ("thành phố tự do") là một đô thị của Áo. Đô thị này có diện tích km², dân số thời điểm ngày 31 tháng 12 năm 2005 là người. Freistadt thuộc bang Oberösterreich trong vùng Mühlviertel. Đây là trung tâm thương mại của các làng xung quanh. Các thành phố gần đô thị này gồm có Linz, thủ phủ của Oberösterreich, khoảng 40 km về phía nam và České Budějovice, thủ phủ của Nam Bohemia, khoảng 60 km về phía bắc.